# Avions Amiot
Avions Amiot va ser un fabricant d'aeronaus francès. L'empresa va ser fundada l'any 1916 per Félix Amiot com la Société d'Emboutissage et de Constructions Mécaniques (SECM).

## Història
Félix Amiot va construir la seva primera aeronau en un garatge de París el 1913, però no va ser fins al 1916, durant la Primera Guerra Mundial, que es va implicar seriosament en la construcció. El Ministre de Defensa va concedir un contracte a SECM, que era propietat dels germans Paul i Pierre Wertheimer, juntament amb Félix Amiot. SECM i Amiot van funcionar tan sols com a subcontractistes i assembladors, i no van arribar a produir els seus propis dissenys.
Després de la guerra, SECM i Amiot van construir aeronaus lleugeres. L'any 1929 l'empresa va vendre les seves participacions de l'empresa Lorraine-Dietrich al govern. El 1934 es va crear una gran controversia quan el govern va revendre les accions de Lorraine-Dietrich, aleshores coneguda com a SGA, a Amiot-SECM i Marcel Bloch per una fracció del preu que el govern havia pagat cinc anys abans.

Posteriorment Amiot va controlar l'empresa Chantiers aéronautiques de Normandie (CAN) a Cherbourg. En les primeres fases Amiot va obtenir un èxit considerable amb l'Amiot 143, considerada juntament amb el seu contemporani el Potez 542, una de les aeronaus més lletges qua han volat.

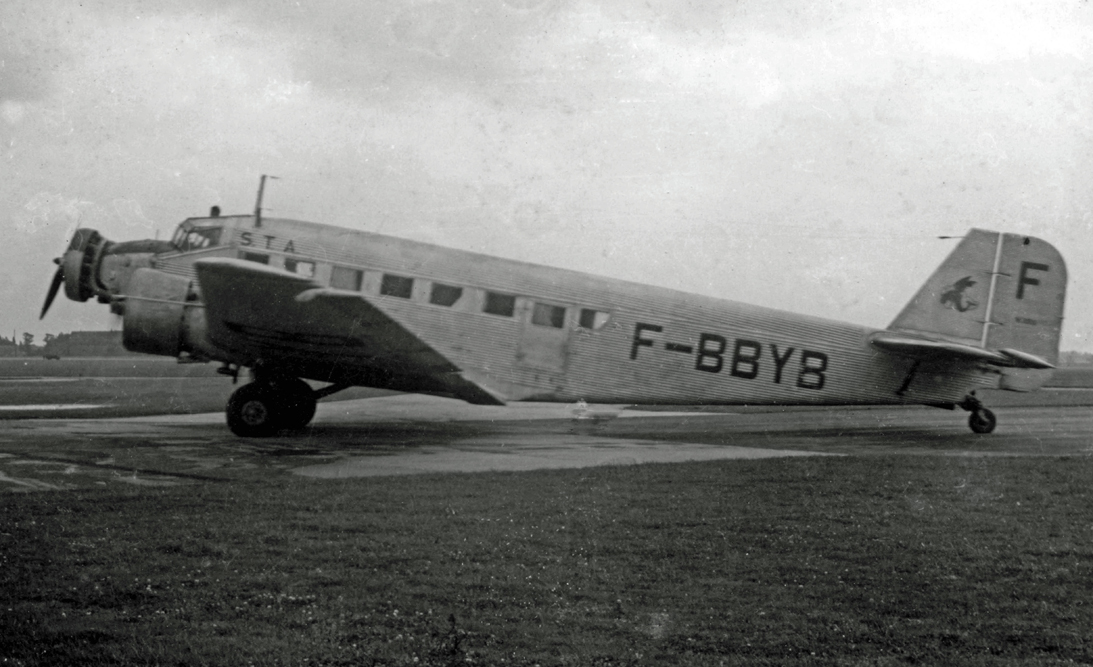
Amiot AAC.1 de la Societe Trans Atlantique (STA) a l'aeroport de Manchester (1948)

A mesura que el ritme de rearmament augmentava a finals de la dècada dels 1930, Amiot va obtindre un altre èxit, aquesta vegada amb l'elegant bombarder Amiot 354. Amb la caiguda de Paris el mes de juny de 1940, Amiot i 3000 dels seus treballadors van marxar cap al sud, a la zona no ocupada, on va establir una nova fàbrica a Marsella. Durant la guerra, Amiot va cooperar ambels ocupants nazis protegint els seus interessos i els dels germans Wertheimer, que en aquells moments treballaven en els Estats Units. Amiot va esdevindre un subcontractista per l'empresa Junkers, construint 370 aeronaus. La producció del Junkers Ju 52 trimotor sota llicència va continuar després de la guerra amb el nom d'Amiot AAC.1 Toucan. Es van construir més de 400 unitats per a l'exèrcit francès i per l'ús com a avió de línia a França i els seus territoris.

## Aeronaus
- Amiot 110 - 1928
- Amiot 110-S (Hidroavió) - 1931
- Amiot 120 Sèries - 1925
- Amiot 140/150 Sèries - 1931
- Amiot 340/350 Sèries - 1940
- Amiot AAC.1 Toucan - (Junkers Ju 52)